# 香港投資管理公司
香港投資管理公司（全寫：香港投資管理有限公司）是一家由香港政府成立的公司，由財政司司長陳茂波擔任主席，陳家齊為行政總裁。目的是提高利用財政儲備的效率，促進產業和經濟發展。

## 背景
行政長官李家超在《2022年度香港行政長官施政報告》提出成立香港投資管理公司。香港投資管理公司整合「未來基金」下設立的「香港增長組合」、「大灣區投資基金」、「策略性創科基金」以及新成立的「共同投資基金」，由政府主導投資策略產業，吸引和助力更多企業在港發展。香港金融管理局將在營運初期提供投資、後勤和營運支援，公司將隨業務發展逐步建立其管理團隊。董事會的主要責任是制訂投資策略和準則、作出決策、以及確保公司具有高水平的企業管治。董事會由財政司司長陳茂波擔任主席，其他董事會成員包括包括財政司副司長黃偉綸、財經事務及庫務局局長許正宇、創新科技及工業局局長孫東、商務及經濟發展局局長丘應樺、金管局總裁余偉文、金管局副總裁阮國恒、李達志、陳維民、香港投資管理有限公司總裁、馮國經、劉遵義、林振宇以及唐家成。非官方成員的任期為2年。

## 外部連結
- 官方网站

## 資料來源
1. ↑  . 明報財經網. 2023-10-04. （原始内容存档于2023-10-04）. （页面存档备份，存于）
2. 1 2 3  . 信報. 2022-10-19  [2022-10-20]. （原始内容存档于2022-10-20）. （页面存档备份，存于）
3. ↑  . www.policyaddress.gov.hk.   [2023-02-16]. （原始内容存档于2023-03-17）. （页面存档备份，存于）
4. ↑  . news.rthk.hk. 2023-02-06  [2023-02-16]. （原始内容存档于2023-06-01）. （页面存档备份，存于）
5. ↑  張偉倫. . 香港01. 2023-02-16. （原始内容存档于2023-04-04）. （页面存档备份，存于）
6. ↑  . 香港特別行政區政府新聞公報. 2023-02-15  [2023-02-17]. （原始内容存档于2023-03-22）. （页面存档备份，存于）